# Frank Reyes
Pour les articles homonymes, voir Reyes.
Frank Reyes, né le 4 juin 1969 à Boba Arriba, municipalité de Tenares, République dominicaine, est un chanteur dominicain.

## Biographie
Durant sa jeunesse, il chantait déjà dans un groupe formé par ses frères. 
À douze ans, il partit pour la capitale Santo Domingo où il rencontra Juan B. Genáo, qui lui permit de produire son premier disque, Tu  serás mi reina. 
Il prit alors le surnom de El Príncipe de la Bachata.
De 1993 à 1996 se succèdent alors les disques d'or et de platine avec entre autres Se  fue mi amor bonito, Suspiro de amantes, La ley de la vida et Basta ya.
Il change de maison de disques pour son cinquième album et entre chez Juan & Nelson Records (J&N). Avec cet album, il obtient le premier titre de bachatero de l'année.
Se succèdent alors à nouveau les succès et les disques d'or et de platine, en 2001, avec le single Tú eres ajena, il obtient le titre de meilleur chanteur de Bachata de l'année.
Sa carrière devient internationale en 2002 avec le single Nada de nada qui restera parmi les meilleures ventes des charts de langue espagnole durant 18 mois et ce, aux Caraïbes, aux États-Unis, en Europe et en Amérique du Sud.
Son thème Night of Passion, sorti en août 2014, montre qu'il a été accepté par le public qui le place sur la liste des meilleures chansons latino-dominicaines de Monitor Latino pendant 22 semaines et a atteint la troisième position en consolidant grand succès dans sa carrière. [2] En 2015, il se distingue par le succès de son single "How to Heal", qui mérite une nomination pour le meilleur clip vidéo de Bachata aux 2016 Videoclip Awards.
En 2016, il part en tournée en Europe. En 2018, il reçoit une chanson intitulée "Poison", qui remporta un vif succès et atteignit le sommet des panneaux publicitaires et la première place dans Music Choice.

## Discographie
Vine a decirte adios
1. Vine a decirte adios
2. Muy lindo amor
3. Se ve muriendo el amor
4. Ya no te creo nada
5. Me dejaste abandonado
6. A esa mujer
7. Curame
8. Dame corazón
9. Donde hubo fuego ceniza queda
10. El truquito
11. Mi linda Doncella
12. Cantos a mis amigos

Extraño mi pueblo
1. Orgullo de mas
2. De mis males tu tienes la culpa
3. Fui tu primer amor
4. Extraño mi pueblo
5. Con el amor no se juega
6. La oportunidad de tu vida
7. No puedo vivir sin ella
8. Hasta ayer
9. Sola te quedaras
10. Cuando te conoci
11. Sera para mi
12. Lo que le gusta las mujeres

Amor en silencio
1. Tu eres ajena
2. De punta a punta
3. Ya basta
4. Encarcelado
5. Joseta
6. Cupido
7. Muriendo en la soledad
8. Te tengo que dejar
9. Amor en silencio
10. El mudo
11. Tu eres ajena (Balada)

Bachata de Gala
1. Se fué mi amor bonito
2. Te tengo que dejar
3. Si no te hubieras ido
4. Tú eres ajena
5. Invéntame
6. Me dejaste abandonado
7. Orgullo de más
8. Muy lindo amor
9. Ya basta
10. Vine a decirte adios
11. Extraño a mi pueblo
12. Tú eres ajena (Balada)

Dejame entrar en ti
1. Nada de nada
2. A quien tu quieres no te quiere
3. No te olvides de mi
4. Dejame entrar en ti
5. Contigo o sin ti
6. 6. Que te vayas
7. 7. Adolecente
8. 8. Necesito decirte
9. 9. Como llora mi alma
10. 10. Maria pica
11. 11. No te vayas

Cuando se quiere se puede
1. Voy a dejarte de amar
2. Quien eres tu
3. Por ti voy a morir
4. Cuando se quiere se puede
5. Falso amor
6. Duele
7. Viviendo en la soledad
8. Se dire
9. Ella es asi
10. Dame algo de ti
11. Esperandote
12. Quitate las ropas

Dosis de Amor
1. Se fue de mi (Aunque Respire No vivo)
2. El alcohol
3. Dosis de Amor
4. Es mentira tu amor
5. Princesa
6. Compadre
7. Que voy hacer sin ti
8. Llévate la cama pa' la calle
9. Tu fuiste sin decir nada
10. Presumida
11. Tú me pides que te olvide
12. Lo que la vida te dá
13. Una espina, saca otra espina

## Participations
En 2019, Romeo Santos l'invite sur son album de duos Utopia sur le titre Payasos.